# Acantilados de Los Gigantes

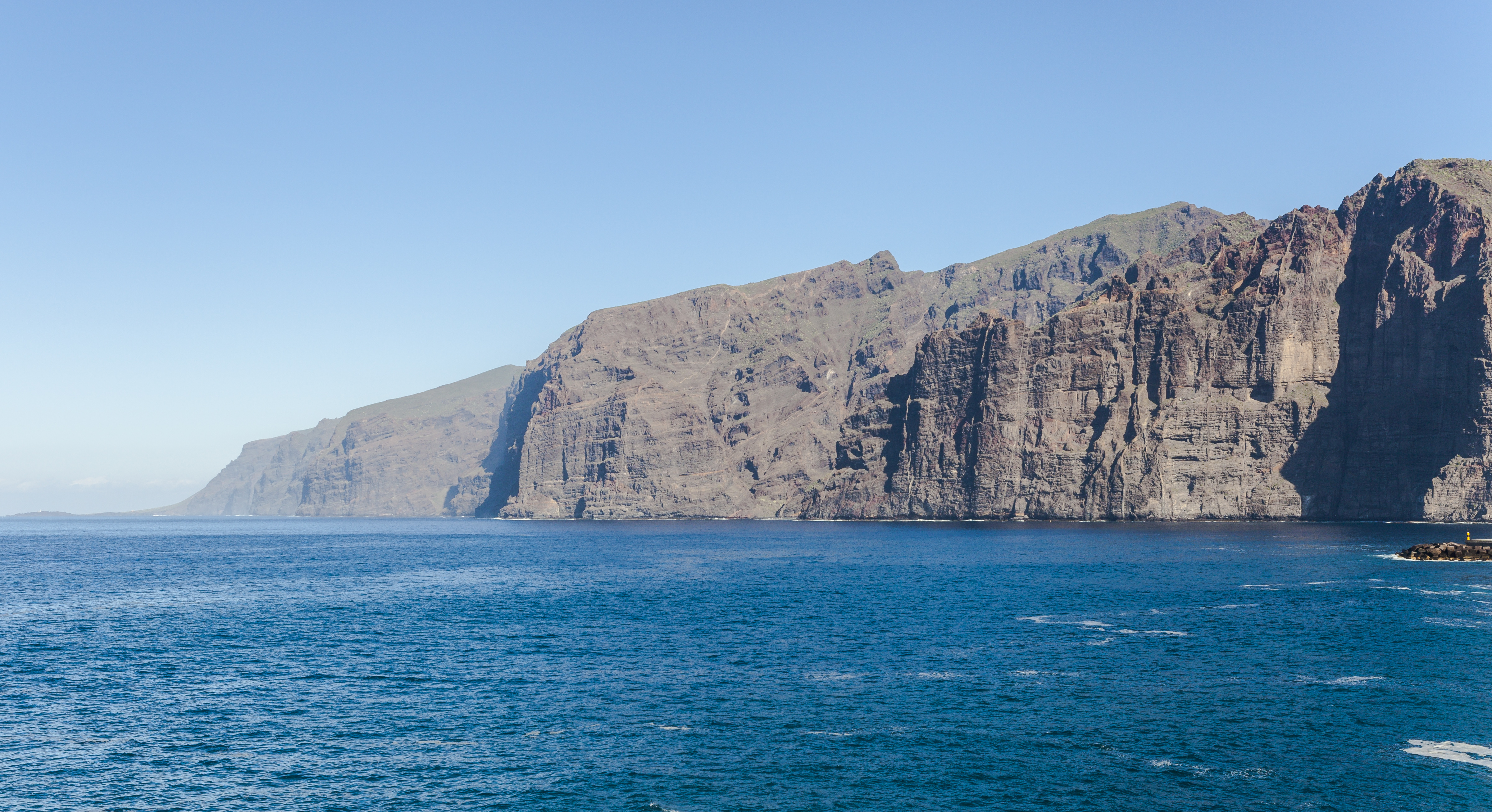
La région des Falaises des Géants

Acantilados de Los Gigantes ("Falaises des Géants") sont un ensemble de falaises verticales sur la côte occidentale de l'île espagnole de Tenerife. Ce sont des murs verticaux atteignant une hauteur de 500 mètres en certains endroits. Elles sont constituées de basalte.
À l'époque des Guanches, elles étaient dénommées « Mur de l'Enfer ».

## Tourisme
La situation panoramique et la météo ont favorisé le développement d'infrastructures touristiques ces dernières années. La localité de Los Gigantes s'est développée dans les années 1960 à la suite d'investissements britanniques, bénéficiant notamment d'une plage de sable noir, des piscines naturelles et une marina,. Près du village se trouvent divers complexes touristiques tels Playa de La Arena et Puerto de Santiago. Cette région se trouve à environ 125 kilomètres de la capitale de l'île Santa Cruz de Tenerife et à 45 kilomètres de l'aéroport international de Tenerife-Sud.